# Дудорово
Дудо́рово (рос. Дудорово) — присілок у складі Верховазького району Вологодської області, Росія. Входить до складу Нижньо-Вазького сільського поселення.

## Населення
Населення — 21 особа (2010; 16 у 2002).
Національний склад (станом на 2002 рік):
- росіяни — 100 %